# Бережанський Іван
Бережа́нський Іва́н (Підвисоцький; р. н. невід., с. Підвисоке, нині Бережанського району Тернопільської області — 1642, м. Київ) — український священик, друкар, освітній діяч.
В історичних документах згаданий як «отець Бережанський» та «Іоанн Підвисоцький». Походження прізвища пов'язують із топонімікою села Підвисоке. Працював у друкарні в місті Острог на Рівненщині.
1628 брав участь у церковному суді над Мелетієм Смотрицьким. 1636 переїхав до Києва, де став протопопом у Києво-Печерській лаврі. Незадовго до смерті виготовив для першої молдавської друкарні грецький шрифт.